# Helena Kamnar
Helena Kamnar, slovenska ekonomistka, * [[15.10.] 1954, Ljubljana.
Med letoma 2008 in 2010 je bila državna sekretarka Republike Slovenije na finančnem ministrstvu; od 11. marca 2010 je generalna sekretarka Vlade Republike Slovenije.
Predsednik republike Borut Pahor je mag. Heleno Kamnar s 1. januarjem 2013 imenoval za svetovalko predsednika republike za ekonomsko in socialno politiko